# مديرية غمر

تعديل مصدري - تعديل

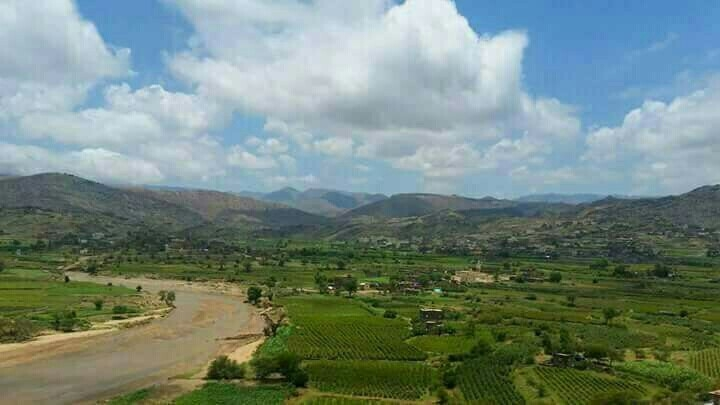
وادي بدر والجرشة مركز مديرية غَمَر

مديرية غمر إحدى مديريات محافظة صعدة في اليمن. بلغ عدد سكانها 19718 نسمة عام 2004. تقع في غرب صعدة.
مركز مديرية غَمَر يسمى بدر وفيه الوادي الشهير باسم وادي بدر وتنقسم مديرية غمر إلى اربع عُزل
ومن أشهر المناطق والقرى في مديرية غمر:
بدر والجرشة وفيها المباني الحكومية والسوق اليومي، وسوق الثلوث «وهو السوق الأسبوعي»، وتعلوق وتشدان وبقامة والشومية وقعر والعوص وحماز.
تشتهر مديرية غمر بزراعة البن والقات والحبوب كالقمح والشعير والذرة الرفيعة والشامية.
الأماكن التاريخية والأثرية
قرية الضفير
قرية حميرة
قرية المريِّش
حصن غالب
ماجل معتق الصفو
ماجل معهنة
جامع الجرشة أو مسجد قبر ادقر
عادات الناس في غَمَر لا تختلف كثيراً عن عادات أبناء محافظة صعدة عموماً في الأعراس والأعياد ومناسبات الختان والتحكيم القبلي ويلبس أبناء المديرية اللبس اليمني المعتاد الثوب والجنبية والشال «الغترة» ولكن أجزاءً من قبيلة ولد عامر يرتدي رجالها المصنف أو المعوز ويتوشحون السبيكي وهو أطول من الجنبية وبعضهم يفضل الشفرة أو الخنجر لصغره ووزنه الخفيف ويضع بعضهم العمامة العادية أو المشقر وهو من نبات البعيثران وأزهار البردقوش أو غيرها بالإضافة إلى غصن الريحان.
يطبق أبناء المديرية الشرع الإسلامي والعرف القبلي في جميع أحكامهم ويلتزمون بالنظام والقانون حسب دستور الجمهورية اليمنية.
غَمَر فكرياً وسياسياً
أبناء غَمَر لا يعولون كثيراً على الجانب المذهبي وأكثرهم من العامة لا يفرقون بين الزيدية والشافعية مع وجود القليل من المصنفين ضمن تيارات فكرية مثل الزيدية أو السلفية إلا أن أغلب أبناء المديرية محسوبون على السُنة.
ويتعاطى أبناء المديرية مع الأحزاب السياسية في حدود معينة ويغلب عليهم الطابع القبلي أكثر من الحزبي والمذهبي.
أغلب أبناء المديرية مستقلون سياسياً أما الأحزاب الموجودة فهي حسب عدد المنتمين على النحو الآتي:
حزب المؤتمر الشعبي العام ورئيس الفرع حالياً صالح حسان.
حزب التجمع اليمني للإصلاح ورئيسه حالياً صادق علي عاطف.
الحزب الاشتراكي ورئيسه ضيف الله جابر ثبات.
التعليم
أُنشئت المدارس الحكومية في غَمَر في وقتٍ متأخر وتحديداً في أواخر سبعينيات القرن العشرين وتتلمذ أبناؤها على يد مدرسين عرب من مصر والسودان وسوريا والعراق وتخرج الكثير من التربويين بتخصصات مختلفة غطوا جميع المدارس حالياً.
وفي المديرية ثلاث مدارس ثانوية، السلام في بدر، والثورة في تشدان والنهضة في بقامة وعشرات المدارس الابتدائية.
وحصل عددٌ من الطلاب على منحٍ دراسية خارجية في ماليزيا والعراق والأردن والسودان.
ويحمل شهادات عليا (دكتوراه وماجستير) عددٌ قليل من أبناء المديرية، في تخصصات الأدب العربي والفلسفة والدراسات الإسلامية والطب والتقنية. أما حملة البكالوريوس والدبلوم فهم كثير.
وتحول الكثير من الظروف وأهمها الاقتصادية دون مواصلة التعليم إلى مراحل الدراسات العليا حيث يكتفي الأغلب بشهادة البكالوريوس والبعض توقف بعد الثانوية واتجه إلى أعمال أخرى.
عدد المعلمين والعاملين في المجال التربوي من أبناء المديرية حوالي (160) بما فيهم المعلمات.
الصحة
في المديرية مركز صحي حكومي في بدر يديره مجموعة من الصحيين ومساعدي الأطباء من أبناء المديرية بالإضافة إلى وحدات صحية منتشرة في كلٍ من بقامة والغور وحماز عدا عن العيادات الخاصة.
عدد الأطباء والعاملين في المجال الصحي أكثر من 44 يتوزعون بين طب بشري وأسنان وتمريض ومساعدين وممرضات وفنيي أسنان وأشعة ومختبرات بالإضافة إلى الطب البيطري.

موقع مديرية غمر في محافظة صعدة